# Auguste Lauber
Auguste Lauber, verheiratete Auguste Versing bzw. Auguste Lauber-Versing (28. Januar 1810 in Regensburg oder Augsburg – 31. Januar 1880 in Groß Ullersdorf) war eine deutsche Kinderdarstellerin und Theaterschauspielerin.

## Leben
Auguste Lauber trat bereits im Alter von zehn Jahren in Kinderrollen auf, und schon damals prophezeite man ihr eine große Zukunft.
Ihr erstes selbständiges Engagement erhielt sie 1826 in Freiburg im Breisgau. Dann kam sie nach Frankfurt am Main (1827–1828), Darmstadt (1829–1833), Mannheim (1833), Düsseldorf (1833–1837), wo sich Karl Immermann ihrer auf das Tatkräftigste annahm, und die Künstlerin wesentlich förderte, Petersburg (1838–1847), Prag (1848–1850), Brünn (1851–1856) und Frankfurt am Main (1858–1871).
1871 trat die Schauspielerin, die sowohl als Liebhaberin, wie später als Heldin und Anstandsdame, großen Beifall fand, in den Ruhestand. Eduard Devrient nannte sie "die Geniale, eine Liebhaberin voll Wäre und Innigkeit".
Verheiratet war sie mit Wilhelm Versing, ihre Schwestern waren Marie Ellmenreich,  geborene Marie Lauber, verheiratet mit Albert Ellmenreich, und Therese Lauber, ihre Nichte Franziska Ellmenreich; alle Genannten waren ebenfalls Schauspieler.
Ihre Tochter Anna Versing-Hauptmann (1834–1896) wurde eine bekannte Schauspielerin und Schriftstellerin.